# Discografia degli Statuto
Questa pagina contiene la discografia degli Statuto, gruppo musicale ska italiano attivo dal 1983.

## Album in studio
- 1988: Vacanze (Toast Records)
- 1989: Senza di lei (Toast Records)
- 1992: Zighidà (EMI)
- 1993: È tornato Garibaldi (EMI)
- 1996: Canzonissime (Sony Music)
- 1997: Tempi moderni  (Epic/Sony Music)
- 1999: Riskatto  (Sony Music)
- 2002: Il migliore dei mondi possibili  (Sony Music)
- 2005: Sempre (Venus Dischi)
- 2006: Toro (Venus Dischi)
- 2007: Come un pugno chiuso (Venus Dischi)
- 2010: È già domenica (Sony Music)
- 2013: Un giorno di festa (Sony Music)
- 2016: Amore di classe (Universal Music)
- 2023: Bella Storia (Egea)

## Album dal vivo
- 2006: Le strade di Torino (Venus Dischi)
- 2011: Undici (Sony Music)

## Raccolte
- 2003: I campioni siamo noi  (Sony Music)
- 2008: Elegantemente rudi (Venus Dischi)

## Singoli
- 1986: Io Dio (DTK Rec.)
- 1987: Ghetto/Non sperarci (Delta Tav)
- 1990: Ci sei tu/Tu non sai (Face Records)
- 1991: Qui non c'è il mare/Noi duri (EMI Italiana)
- 1992: Abbiamo vinto il Festival di Sanremo (EMI Italiana)
- 1992: Piera (EMI Italiana)
- 1992: Piera remix (EMI Italiana)
- 1993: Saluti dal mare (EMI Italiana)
- 1998: Un posto al sole (Epic - Sony Music)
- 1999: Non cambiare mai (Epic - Sony Music)
- 2002: Giulia (Sony Music)
- 2007: Se tu se lei
- 2009: Vamos a la playa
- 2010: Bella come il sole
- 2018: Va tutto bene feat. Max Giusti

## Demo
- 1984 - Torino Beat
- 1984 - Torino Beat (per l'Inghilterra)
- 1985 - Nella città

## Compilation
- 1995 - Modstock - Saarbrucken '94 (Detour Ree.)
- 1995 - Le voci del padrone (EMI)
- 1996 - MODS: 15 anni di Modemismo attivo! (Face Records)
- 1996 - Territorio Match Music Compilation (EMI)
- 1997 - Un disco per l'estate '97 (Universal Music)
- 1998 - Mondo Beat (Face Records)
- 2001 - Rumore di fondo (Decibel Records)
- 2002 - Italian Ska Invasion (UAZ Records)
- 2002 - Tavagnasco Rock
- 2002 - Vacanze Italiane (EMI)
- 2002 - Mad for Ska
- 2003 - Sanremo Milleniumn (EMI)
- 2003 - Arezzo Wave Love Festival (2003)
- 2003 - Made in Italy (EMI)